# لويس بيرثيت
لويس بيرثيت (Louis Berthet) هو سياسي فرنسي، ولد في 22 أغسطس 1857 في أوجين ( سافوا ) وتوفي 2 ديسمبر 1896 في باريس.
ينحدر من عائلة من الموثقين، حيث أن والده جون بابتيست هو شقيق إيزيدور بيرثيت الذي كان يشغل منصبي السانديك السابق ورئيس بلدية مدينة أوجين.
كان طبيبًا في ليون ، ثم في ديفون لي بان وألبرتفيل . وفي عام 1889، خلف عمه في منصب مستشار عام لكانتون أوجين. تم انتخابه نائباً عن سافوا عقب الانتخابات الجزئية في يونيو 1896 . حيث توفي بعدها ببضعة أشهر.
وكان أيضًا أول رئيس لقسم ألبرتفيل في نادي الألب الفرنسي ، والذي ساعد كذلك في تأسيسه في أبريل 1893.